# راهداری جنگل فسا
بقایای راهداری جنگل فسا مربوط به دوره قاجار است و در شهرستان فسا، بخش مرکزی، دهستان میان جنگل، ۱ کیلومتری شمال روستای بیدک واقع شده و این اثر در تاریخ ۲۶ اسفند ۱۳۸۶ با شمارهٔ ثبت ۲۱۸۳۷ به‌عنوان یکی از آثار ملی ایران به ثبت رسیده است.